# 林家かん平
林家 かん平（はやしや かんぺい、1949年9月9日 - ）は、神奈川県厚木市出身の落語家。本名：渋谷 一男。出囃子は『金毘羅船々』。

## 経歴
1949年9月9日、長崎県高島町で誕生し、1955年に神奈川県厚木市に転居。1968年に神奈川県立大和高等学校を3期生として卒業。
1972年に七代目橘家圓蔵に入門、前座名は橘家六蔵。
1977年に桂文太、入船亭扇好、林家時蔵と共に二ツ目に昇進。1980年5月に師匠圓蔵が死去。 兄弟子の初代林家三平門下となるが間もなく三平も死去したため12月に林家こん平門下となる。
1985年に古今亭志ん輔、四代目桂三木助、七代目桂才賀（桂文太→古今亭朝次改め）、入船亭扇遊（扇好改め）、林家時蔵、柳家三寿、林家らぶ平、柳家小ゑん、春風亭正朝と共に真打昇進、林家かん平と改名。
1990年に脳溢血で倒れる。1991年「林家三平追善興行」で高座に復帰。
2016年（平成28年）ドキュメンタリー映画「涙の数だけ笑おうよ（林家かん平奮闘記）」に出演する。

## 芸歴
- 1972年5月：七代目橘家圓蔵に入門、前座名は「橘家六蔵」。
- 1977年3月：二ツ目昇進。
- 1980年
  - 5月：圓蔵死去に伴い、林家三平一門に移籍。
  - 12月：三平死去に伴い、林家こん平一門に移籍。
- 1985年9月：真打昇進、林家かん平と改名。